# Aberration (Gravitation)
Bei der Aberration der Gravitation handelt es sich um einen Effekt, der aufträte, wenn man das newtonsche Gravitationsgesetz unter bestimmten Bedingungen mit einer endlichen Gravitationsgeschwindigkeit kombiniert. Dieses Problem wurde schließlich durch die Verbindung des Gravitationsgesetzes mit den sich damals entwickelnden Feldtheorien gelöst. Endpunkt dieser Entwicklung war schließlich die bis heute akzeptierte Allgemeine Relativitätstheorie von Albert Einstein.

## Laplace und die newtonsche Gravitation
Nach dem  newtonschen Gravitationsgesetz breiten sich Änderungen im Gravitationsfeld instantan, d. h. ohne Zeitverlust aus. Pierre-Simon Laplace versuchte nun um 1800, das newtonsche Modell mit einer endlichen Ausbreitungsgeschwindigkeit der Gravitation zu kombinieren, indem er das Gravitationsfeld als eine Art Strahlungsfeld bzw. Flüssigkeit definierte. Bewegungsänderungen der zentralen Masse müssten sich hier in Form einer Welle der Umgebung mitteilen, was zu Einflüssen auf die Bewegung der Himmelskörper von der Größenordnung v/c führt (wobei v die Geschwindigkeit des Körpers und c die Geschwindigkeit der Welle ist). Es ergibt sich hier also ein ähnlicher Zusammenhang wie bei der Aberration des Sternenlichts.
Die Konsequenzen lassen sich am besten durch ein Beispiel erklären: Betrachten wir die Erde und die Sonne und nehmen wir eine Ausbreitungsgeschwindigkeit der Gravitation an, die der Lichtgeschwindigkeit entspricht. Dann würde auf die Erde eine Kraft in Richtung des Ortes wirken, an dem die Sonne vor acht Minuten war und auf die Sonne wirkte eine Kraft in Richtung des Ortes, an dem die Erde vor acht Minuten war. Diese Verzögerung hätte zur Folge, dass sich der Abstand zwischen Erde und Sonne ständig vergrößerte, das heißt die Orbits wären instabil. Ähnliches wäre bei Erde und Mond zu erwarten.
Dies widerspricht jedoch der Beobachtung: Beim Mond z. B. ändert sich der Abstand jährlich nur um etwa 4 cm und dies kann durch die Gezeitenreibung zwischen Erde und Mond (Verlust von Rotationsenergie, Drehimpulsverlust) erklärt werden. Die Stabilität der Orbits lässt sich daher im newtonschen Modell nur erreichen, indem man eine höhere Ausbreitungsgeschwindigkeit der Gravitation annimmt. Laplace gab diese mit 7·106 c an, wobei c die Lichtgeschwindigkeit ist. Diese hohe Geschwindigkeit der Gravitationswechselwirkung, die bei der newtonschen Gravitation nötig wäre, ist ein Angriffspunkt, den einige Kritiker im 19. Jahrhundert generell gegen alle Theorien mit endlicher Fortpflanzungsgeschwindigkeit der Gravitation – wie z. B. der Le-Sage-Gravitation oder Gravitationserklärungen auf elektrischer Basis – benutzten.

## Elektrostatische Felder
Aberration tritt also in allen Feldern auf, die sich strahlenförmig ausbreiten und deren Komponenten folglich einer bestimmten Richtung unterworfen sind, wie z. B. ein Strahlungsfeld um eine Lichtquelle. Sie tritt jedoch nicht bei statischen Feldern, wie z. B. elektrostatischen Feldern auf, da ein solches Feld (betrachtet im Ruhesystem der Quelle) immer stationär ist und sich nicht ausbreitet, wenn es einmal aufgebaut ist, sodass die Anziehung immer genau zur Position der Feldquelle gerichtet ist. Abweichungen davon treten nur dann auf, wenn Beschleunigungen nicht mehr zu vernachlässigen sind, was wiederum zur Emission von elektromagnetischen Wellen führt. Die Effekte bewegter Ladungen gemäß der Maxwellschen Elektrodynamik werden durch das Liénard-Wiechert-Potential bestimmt.
Erste Versuche, ein elektrostatisches Feld auch für die Gravitation zu benutzen, wurden am Ende des 19. Jahrhunderts gemacht, wobei die im Bereich der Elektrodynamik bewährten Grundsätze von Wilhelm Eduard Weber, Carl Friedrich Gauß, Bernhard Riemann mit dem Gravitationsgesetz kombiniert wurden. Diese Modelle wurden vor allem zur Erklärung der Periheldrehung des Merkur benutzt, welche sich einer Erklärung durch das Gravitationsgesetz Newtons entzog – doch die meisten dieser Modelle lieferten keine exakten Werte. Erst Maurice Lévy konnte 1890 durch eine Kombination von weberschen und riemannschen Grundgesetzen korrekte Werte ableiten. In eine ähnliche Richtung zielte der Versuch von Paul Gerber, dem es 1898 gelang, aus einer Theorie, in der sich das Gravitationspotential mit endlicher Geschwindigkeit ausbreitet, den korrekten Wert für die Periheldrehung des Merkur abzuleiten. Aus der gewonnenen Formel errechnete Gerber eine Ausbreitungsgeschwindigkeit des Gravitationspotentials von ca. 305.000 km/s, also praktisch Lichtgeschwindigkeit. Gerbers Herleitung der entsprechenden Gleichung (wobei diese Gleichung formal mit derjenigen der Allgemeinen Relativitätstheorie übereinstimmt), wurde jedoch als fehlerhaft eingestuft und deswegen von vielen (u. a. auch von Einstein) nicht als brauchbarer Ansatz für eine Gravitationstheorie in Betracht gezogen. Auch folgt aus seiner Theorie ein um den Faktor 3/2 zu hoher Wert für die Ablenkung des Lichtes im Gravitationsfeld. Mit der Ablösung der weberschen durch die maxwellsche Elektrodynamik wurden diese Versuche jedoch nicht mehr weiterverfolgt und sind überholt.
Der erste Versuch, Gravitation auf Basis der maxwellschen Elektrodynamik zu erklären, stammt von Hendrik Lorentz (1900). Dabei ging er (wie vor ihm Mossotti und Zöllner) von der Vorstellung aus, dass die Anziehung zweier ungleichnamiger elektrischer Ladungen um einen Bruchteil stärker sei als die Abstoßung zweier gleichnamiger Ladungen. Das Ergebnis wäre nichts anderes als die universelle Gravitation. Lorentz konnte zeigen, dass auch diese Theorie von der laplaceschen Kritik nicht betroffen ist und nur Einflüsse in der Größenordnung v²/c² auftreten, jedoch erhielt er für die Periheldrehung einen viel zu geringen Wert. Lorentz fasste seine Bemühungen folgendermaßen zusammen:

„Die besondere Form dieser Terme kann möglicherweise modifiziert werden. Doch was bis jetzt gesagt wurde reicht aus um zu zeigen, dass die Gravitation auf Aktionen zurückgeführt werden kann, welche sich nicht schneller als mit Lichtgeschwindigkeit ausbreiten.“

## Lorentz-kovariante Modelle
Henri Poincaré stellte 1904 fest, dass zur Aufrechterhaltung des Relativitätsprinzip sichergestellt sein muss, dass kein Signal schneller als die Lichtgeschwindigkeit ist, ansonsten würde die Synchronisationsvorschrift für Lichtsignale und somit die Ortszeit (Relativität der Gleichzeitigkeit) im Rahmen der speziellen Relativitätstheorie und der lorentzschen Äthertheorie nicht mehr gelten. Er konnte jedoch 1905 zeigen, dass keine Bahninstabilitäten im Sinne von Laplace in einer Theorie, welche die Lorentztransformation berücksichtigt, auftreten können.
Dies kann in Analogie zu elektrostatischen Feldern verstanden werden: Wie oben gezeigt wurde, gibt es in solchen Feldern (betrachtet im Ruhesystem der Sonne) keine Aberration. Daran kann natürlich auch keine Transformation in ein Inertialsystem etwas ändern, in dem z. B. die Erde ruht und die Sonne bewegt ist. In einem solchen System würde zwar die Beschreibung des Feldes der Sonne erheblich komplizierter ausfallen – es werden eine Reihe von geschwindigkeitsabhängigen Zusatztermen auftreten – jedoch muss das Ergebnis dasselbe sein wie im Ruhesystem der Sonne und die Zusatzterme werden sich gegenseitig kompensieren. Denn durch eine Transformation werden nur die Koordinaten der physikalischen Ereignisse geändert, das Auftreten der Ereignisse selbst ist davon nicht beeinträchtigt. Poincaré schrieb:

„Laplace zeigte nämlich, dass die Ausbreitung entweder instantan oder sehr viel schneller als die des Lichtes erfolgt. Jedoch untersuchte Laplace die Hypothese der endlichen Ausbreitungsgeschwindigkeit ceteris non mutatis; im Gegensatz dazu sind hier dieser Hypothese viele andere beigefügt, und es kann sein, dass zwischen ihnen eine mehr oder weniger vollständige Kompensation stattfindet. Die Anwendung der Lorentz-Transformation hat uns bereits viele solcher Beispiele gezeigt.“

Ähnliche Modelle wurden nachher auch von Hermann Minkowski (1907) und Arnold Sommerfeld (1910) entworfen. Die Forschungen in diese Richtung wurden jedoch durch die Entwicklung der Allgemeinen Relativitätstheorie beendet.

## Allgemeine Relativitätstheorie
Obige Hypothesen wurden schließlich durch die deutlich weitergehende Allgemeine Relativitätstheorie abgelöst. Die Ausbreitungsgeschwindigkeit der Gravitation ist auch hier die Lichtgeschwindigkeit. Es tritt keine Aberration im Sinne von Laplace auf, da wie in obigen Feldtheorien durch Anteile des Gravitationsfeldes bewegter Körper der Effekt fast genau aufgehoben wird. Die Abweichung realer Planetenbahnen von reinen Keplerbahnen kann stattdessen im Zusammenhang mit der Abstrahlung von Gravitationswellen verstanden werden, der eine allmähliche Verkleinerung der Bahnradien bewirkt. Sie ist eine direkte Folge von Drehimpuls- und Energieerhaltung. Diese müssen erfüllt sein, da die Wirkung invariant unter Lorentztransformationen ist. Die Allgemeine Relativitätstheorie erklärt somit nicht nur die Stabilität des Zweikörpersystems und die Periheldrehung des Merkur, sondern liefert auch den korrekten Wert für die Ablenkung von Licht im Gravitationsfeld.
Was die Messung der Gravitationsgeschwindigkeit betrifft, wird vor allem als indirekte Methode auf den Nachweis von Gravitationswellen gesetzt. Ein solcher Nachweis erfolgte tatsächlich durch Russell Hulse und Joseph Taylor durch Beobachtungen des Doppelpulsars PSR J1915+1606, deren Umlaufbahnen sich um einen Faktor verringerten, der dem Energieverlust durch Abstrahlung von Gravitationswellen entspricht.
2002 veröffentlichten Sergei Kopeikin und Edward Fomalont eine Arbeit, in der sie behaupteten, mit Hilfe von VLBI die Geschwindigkeit der Gravitation indirekt gemessen zu haben, wobei das Ergebnis zwischen 0,8 und 1,2 c liege, also durchaus in Übereinstimmung mit der Allgemeinen Relativitätstheorie. Dies wurde jedoch von anderen Experten wie Clifford Will und Steve Carlip zurückgewiesen, welche meinen, dass in diesem Experiment nicht die Gravitationsgeschwindigkeit, sondern lediglich die Geschwindigkeit des Lichtes gemessen wurde. Eine Einigung konnte bislang nicht erzielt werden.
Mit dem Gravitationswellenereignis GW170817 vom 17. August 2017 wurde zeitgleich (1,7 s später) auch ein elektromagnetisches Signal gemessen. Daraus ließ sich ableiten, dass sich die Gravitation mit Lichtgeschwindigkeit ausbreitet (relative Unsicherheit −3×10−15/+7×10−16).